# Pirisensaari (ö i Norra Savolax)
Pirisensaari är en ö i Finland. Den ligger i sjön Retunen och i kommunen Kaavi i den ekonomiska regionen  Nordöstra Savolax ekonomiska region  och landskapet Norra Savolax, i den centrala delen av landet, 400 km nordost om huvudstaden Helsingfors. Öns area är 0,6 hektar och dess största längd är 140 meter i sydväst-nordöstlig riktning.